# Konrad Sack

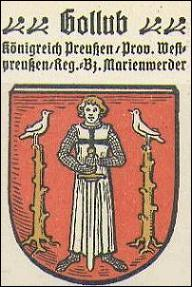
Konrad Sack als Stadtgründer im alten Wappen von Gollub

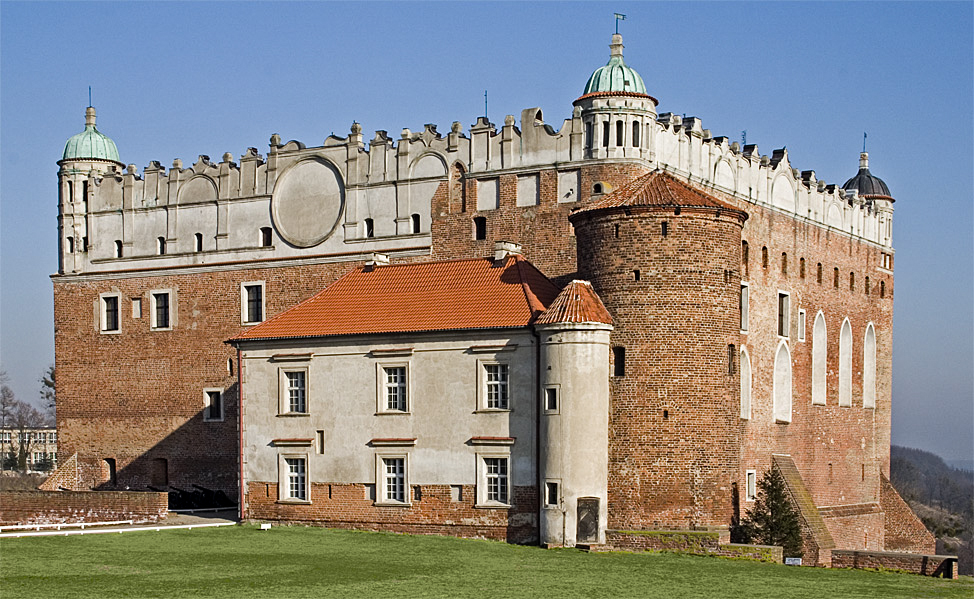
Die unter Konrad Sack erbaute Burg Gollub

Konrad Sack, auch Konrad von Sack und Conradus Saccus (* um 1250 im Vogtland; † 1309 in der unter ihm erbauten Burg Gollub), war Deutschordensritter und von 1302 bis 1306 Landmeister von Preußen. Er war im Laufe seiner Ordenslaufbahn außerdem Vizelandmeister von Preußen, Landkomtur von Kulm und bekleidete die Komturämter zu Thorn, Kulm und Gollub.
Sack entstammt einer in Diensten der Vögte von Weida, Gera und Plauen und des Reiches stehenden Ministerialenfamilie. Die Vögte waren ebenfalls am Ausbau und an der Verwaltung des Deutschordensstaats beteiligt.
Er wurde im Dom zu Kulmsee bestattet. An ihn erinnerte dort bis Ende des 19. Jahrhunderts eine nunmehr verschollene figürliche Grabplatte mit der 1885 noch lesbaren Inschrift:
..EODSI.R...BIIT.FRAT
CVN..... SACCVS PRECEPTOR P